# Skräddaregatan
Skräddaregatan är en trappgata belägen norr om berget Otterhällan i stadsdelen Inom Vallgraven i centrala Göteborg. Den är en cirka 40 meter lång och utgörs till större delen av trappor i sex avsatser med sammanlagt 80 steg samt ansluter till Stora Badhusgatan. År 1900 uppgavs gatan vara 47 meter lång, med en medelbredd av 8,9 meter och med en yta av 418 kvadratmeter. Gatan är numrerad 1, 2, 3A, 3B och 4.

## Historik

### Gatans namn
Skräddaregatan nämns första gången 1861 - bekräftat 1895 - "Wid Skräddaregesällernas hus". Vid hörnet av Skräddargatan 1 och Norra Liden 1-5 låg tidigare "skräddarhärberget" för vandrande gesäller. Det uppfördes i början av 1800-talet. När skråförfattningarna upphörde 1864, så togs det ur bruk och lägenheterna hyrdes ut. Det revs i början på 1930-talet. Norra delen av Södra Liden namnändrades 1932 till Skräddaregatan. Dessförinnan hade en tidigare Skräddaregatan utgått på grund av ändring i stadsplanen. Skräddarnas skrå var ett av stadens äldsta, grundat redan 1625.

### Ett utmärkt hus från 1700-talet

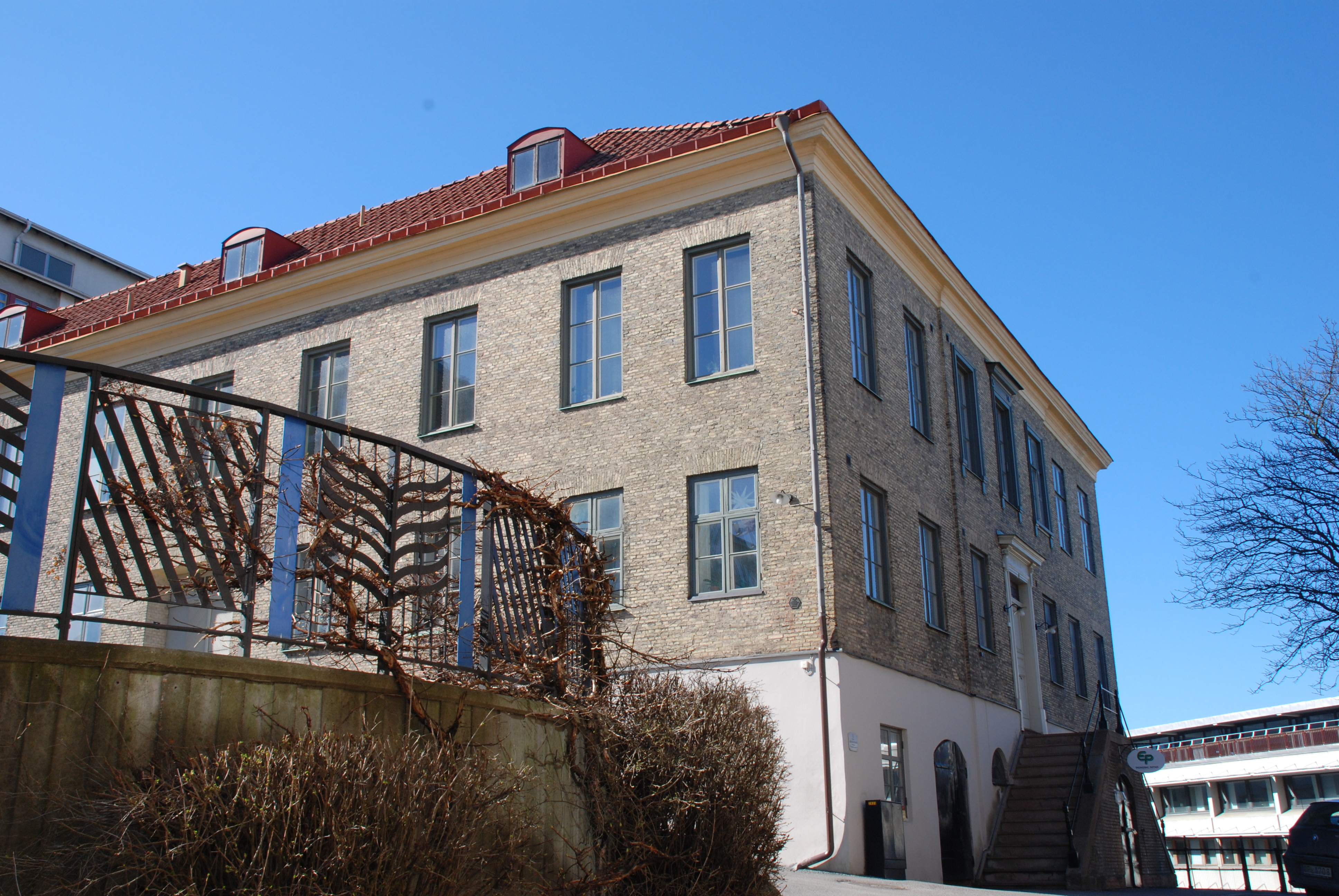
Ahlbergska huset.

Vid Skräddaregatan 1-3 ligger det "Ahlbergska huset", efter tullmästare B.J. Ahlberg, som köpte fastigheten 1873. Huset blev byggnadsminne 1982.

### … och ett annat ovanligt från tidigt 2000-tal.
Vid Skräddaregatan 1 uppfördes 2004 ett kontorshus i en lucka mellan region- och stadsarkivets byggnad från 1993 och det Ahlbergska huset. Entrén till huset ligger mot Otterhällegatan. Som "infillprojekt" har det en för Göteborg djärv och ovanlig karaktär.

### "Trädgårn"
Trädgårn vid Skräddargatan 4 var ett populärt tillhåll för traktens barn. Det var stuveriförman John Svensson, som kom till staden 1913 och hyrde ett hus på platsen. Han skaffade jord till tomten och odlade upp en prunkande trädgård.